# GBU-28
GBU-28(Guided Bomb Unit 28)은 미국이 제작한 항공기용 폭탄이다. 5,000 lb (2,268 kg)의 레이저 유도 폭탄으로서, 벙커버스터의 일종이며, 별명은 딥 쓰로트(deep throat)이다. 원래 텍사스 인스트루먼트에서 생산했으나, 지금은 레이시온에 팔렸다.
걸프 전쟁에서 미군이 지하에 설치된 이라크 지휘부를 파괴하기 위해 특별히 개발되었으나, F-111 폭격기에 의해 단 2발만이 실제로 투하되었다.

## 개발
실험에서, 보통의 표면에서는 30 m (100 ft) 이상을 파고 들어가며, 6 m (20 ft)의 견고한 콘크리트를 뚫고 들어가는 것이 입증되었다.
GBU-28는 총 개발시간이 매우 짧았다. 2주 만에 최초 고안에서 최초 실험 1회가 진행되었고 바로 실전배치되었다. 탄두가 지상에서 바로 터지지 않고 지하 30.5m(콘크리트 6m)를 뚫고 들어가 폭발하도록 설계하였다.

## 수입국가

### 이스라엘
2005년 4월 최초로 100발을 이스라엘에 수출하는 것이 승인되었다. 당초 계획과는 달리 이스라엘의 재촉으로 인도시기가 앞당겨졌다. 이스라엘에 따르면, 헤즈볼라는 로켓 발사대를 지하 벙커에 은닉하고 있기에 벙커 버스터가 필요했다.

### 대한민국
대한민국 공군이 벙커 버스터를 수십발 구매할 것이라고 보도되었다.
미국 국방부(펜타곤)는 2009년 6월 2일 GBU-28을 대한민국 국방부에 판매하는데 승인했다. 한국 국방부도 '2010~2014년 국방중기계획'에 벙커버스터 폭탄의 구매계획을 반영했다고 밝혔다. 실제 구매가 이뤄지면 주한 미군이 한국에 배치할 것으로 예상하고 있다.
2014년 1월, 방위사업청은 GBU-28 벙커버스터 150기를 실전배치했다면서, "산속 갱도에 설치된 북한의 장사정포 등 지하시설 무기를 무력화할 수 있는 능력을 보유하게 됐다"고 말했다.

## 같이 보기
- 레이저 유도 폭탄
- 벙커버스터